# 山口宇部農業協同組合
山口宇部農業協同組合（やまぐちうべ のうぎょうきょうどうくみあい）は、山口県宇部市に本部を置いていた農業協同組合。JA山口宇部。

## 概要
- 本店所在地 - 山口県宇部市大字川上字小羽山74
- 組合員数（2014年（平成26年）3月時点）
  - 正規組合員：8,055人
  - 準組合員：14,456人
- 支店数 - 18支店
- 店舗数 - 5店舗（JAグリーンとして営業）
- 事業区域 - 山口県宇部市、山陽小野田市、山口市（阿知須）

## 沿革
- 1995年（平成7年）4月1日 - 宇部市・厚南・高千帆・山口山陽・阿知須の各農業協同組合が合併して発足。
- 2019年（平成31年）4月1日 - 山口県内のすべての総合農協が合併して山口県農業協同組合を設立。

## 支店一覧
| 店舗コード | 店舗名         | 所在地                          |
| ---------- | -------------- | ------------------------------- |
| 090        | 本店           | 宇部市大字川上字小羽山74        |
| 018        | ローンセンター | 宇部市文京町3番5号              |
| 070        | 阿知須支店     | 山口市阿知須4848番地            |
| 001        | 東岐波支店     | 宇部市大字東岐波2098番地        |
| 002        | 丸尾支店       | 宇部市大字東岐波5130番地1       |
| 025        | 西岐波支店     | 宇部市床波一丁目7番5号          |
| 015        | 宇部支店       | 宇部市海南町2番1号              |
| 017        | 恩田支店       | 宇部市恩田町三丁目6番20号       |
| 041        | 厚南支店       | 宇部市大字際波1430番地3         |
| 043        | 原支店         | 宇部市大字東須恵2969番地        |
| 030        | 厚東支店       | 宇部市大字棚井63番地1           |
| 010        | 二俣瀬支店     | 宇部市大字木田519番地           |
| 020        | 小野支店       | 宇部市大字小野8294番地3         |
| 045        | 小野田支店     | 山陽小野田市北竜王町1番15号     |
| 050        | 高千帆支店     | 山陽小野田市日の出一丁目7番17号 |
| 065        | 船木支店       | 宇部市大字船木245番地           |
| 060        | 万倉支店       | 宇部市大字西万倉1545番地1       |
| 055        | 吉部支店       | 宇部市大字東吉部2818番地3       |
| 085        | 厚狭支店       | 山陽小野田市大字鴨庄17番地1     |
| 080        | 埴生支店       | 山陽小野田市埴生555番地2        |